# Фучино
Фу́чино, Фуци́нское о́зеро (итал. Lago Fucino, Lago di Celano, лат. Fucinus Lacus) — бывшее озеро в Италии, в провинции Л’Акуила к востоку от Рима, осушенное в 1875 году. Знаменито битвой во время Союзнической войны (89 год до н. э.) и навмахией, устроенной принцепсом Клавдием в I веке.
Окрестности Фуцинского озера, издревле заселённые племенами марсов, были колонизированы римлянами в позднереспубликанский период. Наиболее известным поселением был Маррувиум — современный Сан-Бенедетто-деи-Марси. Мелководное озеро, площадью около 140 км², не имело естественного водостока и время от времени затопляло пашни и поселения; заболоченные берега способствовали малярии. Высота над уровнем моря — 661 м.
Первые предложения осушить озеро приписываются Юлию Цезарю; помимо экономических целей, проект позволил бы замирить неспокойных марсов. До реальных работ дело дошло только при Клавдии. Для осушения озера пришлось прорыть тоннель через холмы Монте-Сальвиано.

«За Фуцинское озеро он взялся в надежде не только на славу, но и на прибыль, так как были люди, обещавшие взять расходы по осушению на себя, чтобы получить за это осушенные поля. Местами перекопав, местами просверлив гору, он соорудил водосток в три мили длиной за одиннадцать лет, хотя тридцать тысяч работников трудились над ним без перерыва».
Гай Светоний Транквилл. Жизнь двенадцати цезарей.
Император Адриан продолжил начатое Клавдием. Так как канал Адриана прошёл тем же путём, что и незавершённый канал Клавдия, невозможно точно установить, насколько Клавдию удалось достичь цели. Вероятно, что при Клавдии площадь озера сократилась до 90 км², а при Адриане — до 57 км². На этом уровне она поддерживалась до падения Западной Римской империи. После падения Рима заброшенный водосток постепенно зарастал и засорялся, и уже к концу VI века озеро достигло своих исторических размеров.
В 1854 году Алессандро Торлониа приступил к новому проекту осушения озера. Работами последовательно руководили швейцарский инженер Франс де Монришар, Энрико Бермонт и Александр Брисс. Новый главный канал имел 6,3 км в длину и 21 м в ширину. Кроме него, в осушенной долине было проложено 285 км малых каналов, построено 238 мостов и четыре шлюза. В 1875 году озеро было осушено — на этот раз полностью; Торлониа был удостоен княжеского титула и правом собственности на большую часть новых земель.
Сегодня на месте осушенного озера — плодородные сельскохозяйственные земли, всего 14 000 га, нарезанных на 497 правильных участков по 25 га. Вокруг них расположены города Авеццано, Челано, Луко-дей-Марси и др., а непосредственно на территории бывшего озера, в его центре — единственное городское поселение, Борго Оттомила, окружённое многочисленными фермами. Из долины течёт река Гарильяно.
На юге бассейна Фучино находится пещера Континенца (итал. Grotta Continenza) с богатой последовательностью археологических уровней от позднего ледникового максимума до раннего голоцена, охватывающих период от позднего верхнего палеолита до неолита.